# Platycerus bashanicus
Platycerus bashanicus is een keversoort uit de familie vliegende herten (Lucanidae). De wetenschappelijke naam van de soort is voor het eerst geldig gepubliceerd in 1998 door Imura & Tanikado.